# Oxford (Arkansas)
Oxford est une ville située dans l’État américain de l'Arkansas, dans le comté d'Izard.